# Paul Biege
Paul Biege (* 18. September 1953) ist ein ehemaliger deutscher Fußballspieler.

## Leben
Biege kam 1974 vom SC Victoria Hamburg zum HSV Barmbek-Uhlenhorst. Mit Barmbek-Uhlenhorst nahm er am Spielbetrieb der neugegründeten 2. Fußball-Bundesliga teil. In der Zweitliga-Saison 1974/75 wurde er in 25 Spielen eingesetzt, stieg mit Barmbek-Uhlenhorst aber als Tabellenletzter (sechs Siege, acht Unentschieden, 24 Niederlagen) aus der 2. Bundesliga ab.